# Rosularia
Rosularia é um género botânico pertencente à família Crassulaceae.
1. ↑  «Rosularia — World Flora Online». www.worldfloraonline.org. Consultado em 19 de agosto de 2020